# Fernanda Berti
Fernanda Berti Alves (São Joaquim da Barra, 29 giugno 1985) è una pallavolista e giocatrice di beach volley brasiliana.
Ha iniziato la propria carriera sportiva giocando a pallavolo nel ruolo di schiacciatrice/opposto, prima di passare nel 2012 al beach volley.

## Carriera
Fernanda Berti si forma sportivamente nel Fluminense e a livello giovanile vince con il Brasile under 18 la medaglia d'oro al campionato sudamericano di categoria nel 2000 e l'anno successivo è medaglia d'argento al campionato mondiale che si è svolto in Croazia.
Durante la stagione 2002-03 approda in Superliga brasiliana con il Fluminense. Nell'ottobre 2002 vince la medaglia d'oro al campionato sudamericano under 20 con la nazionale brasiliana, e l'anno seguente raggiunge l'apice della propria carriera giovanile laureandosi campionessa mondiale under 20 in Thailandia.
Per la stagione 2004-05 si trasferisce al São Caetano. Nel 2005 riceve le sue prime convocazione in Nazionale maggiore e ottiene dapprima la medaglia d'oro al campionato sudamericano e due mesi più tardi colleziona un altro oro partecipando alla Grand Champions Cup. Dopo una sola stagione passata al São Caetano cambia nuovamente squadra per due volte, passando rispettivamente al Brusque e successivamente al Pinheiros, fino a trasferirsi in Corea del Sud per disputare la V-League 2007-08 con le KT&G Ariels, stabilendosi poi un anno in Italia impegnandosi con il Cesena in Serie A1 2008-09.
Per la stagione 2009-10 torna in patria unendosi allo Sport Recife, e continua quindi a cambiare squadra giocando nei due anni successivi rispettivamente con il Praia Clube e col GRER. Nel 2012 riceve dalla federazione brasiliana l'invito a unirsi a un progetto volto a selezionare giocatrici da destinare al beach volley e nel 2013 inizia a competere nel circuito World tour di beach volley in coppia con Elize Maia. L'anno seguente vince il suo primo torneo insieme a Taiana Lima e con la stessa compagna raggiunge il secondo posto ai campionati mondiali di beach volley 2015.

## Palmarès

### Pallavolo

#### Club
- Campionato Carioca: 2

2001, 2003

#### Nazionale (competizioni minori)
- Campionato sudamericano under 18 2000
- Campionato mondiale under 18 2001
- Campionato sudamericano under 20 2002
- Campionato mondiale under 20 2003
- Universiadi 2011

### Beach volley

#### Mondiali
- Campionati mondiali 2015

#### World tour
- 8 podi:
  - 4 vittorie (1 con Taiana Lima e 3 con Bárbara Seixas);
  - 3 secondi posti (2 con Taiana Lima e 1 con Bárbara Seixas);
  - 1 terzo posto (con Taiana Lima).

##### World tour - vittorie
| Data           | Luogo            | Paese       | Compagna       |
| -------------- | ---------------- | ----------- | -------------- |
| 20 luglio 2014 | L'Aia            | Paesi Bassi | Taiana Lima    |
| 23 aprile 2017 | Xiamen           | Cina        | Bárbara Seixas |
| 4 marzo 2018   | Fort Lauderdale  | Stati Uniti | Bárbara Seixas |
| 6 maggio 2018  | Huntington Beach | Stati Uniti | Bárbara Seixas |

#### Giochi mondiali sulla spiaggia
- Giochi mondiali sulla spiaggia (beach volley 4x4)

#### Premi individuali
- 2015 - Campionati mondiali: Miglior attaccante